# Michał Szulim
Michał Szulim – wokalista, gitarzysta, kompozytor i autor tekstów w zespole Plateau. Autor trzech książek podróżniczych: „Miejsce za miejscem, czyli podróże małe i duże” (2017) „Miejsce za miejscem, czyli podróży małych i dużych... ciąg dalszy” (2019) oraz „To naprawdę Europa?” (2022). Podróżnik i twórca własnej strony internetowej inspirowanej podróżami. Autor ponad 400 podróżniczych audycji radiowych dla Radia Dla Ciebie. Twórca i reżyser teledysków Plateau: „Spłynąłem”, „Kocham Cię, kimkolwiek jesteś!”, „I co się patrzysz?","Jak umierają ptaki 2025".
Laureat nagrody Rady Programowej Polskiego Radia RDC za 2021 rok za cykl autorskich audycji „Miejsce Za Miejscem”.
Ukończył Dziennikarstwo, a także Stosowane Nauki Społeczne (kierunek: Socjologia) na Uniwersytecie Warszawskim. W latach 2008–2009 był członkiem redakcji miesięcznika muzycznego „Ścisz To!”. Jego teksty były publikowane m.in. w portalu Onet.pl, miesięcznikach: „Eurostudent” i „Motyw”, „All Inclusive”.
Nagrał z zespołem Plateau siedem płyt: Megalomania (2005), Mistrz tupetu i jego bezczelny cyrk (2007), Krótka wiadomość tekstowa (2009), Projekt Grechuta (2011), „W związku z Tobą” (2016), „Projekt Cohen” (2020), „Przesilenie” (2023). W 2008 nagrał duet z Renatą Przemyk pt. Nic nie pachnie jak Ty. Szulim jest również autorem tekstu do tej piosenki. W 2008 wystąpił z zespołem Plateau w Operze Leśnej w Sopocie jako finalista Festiwalu Top Trendy, w 2011 roku na XII Festiwalu „Przystanek Woodstock”.
Jest pomysłodawcą czwartego albumu Plateau zatytułowanego Projekt Grechuta. Na tym albumie duety z Szulimem wykonują: Martyna Jakubowicz, Sonia Bohosiewicz i Jacek „Budyń” Szymkiewicz. Podczas trasy koncertowej promującej album, Szulim występował na scenie w duetach z: Markiem Jackowskim, Adamem Nowakiem (Raz Dwa Trzy), Lechem Janerką, Markiem Piekarczykiem, Krzysztofem Kiljańskim, Piotrem Cugowskim, Tomaszem „Titusem” Pukackim, Muńkiem Staszczykiem, Małgorzatą Ostrowską, Renatą Przemyk, Anną Wyszkoni, Katarzyną Groniec, Antoniną Krzysztoń, Maciejem Balcarem.
Jest autorem tekstu piosenki Anny Wyszkoni „W całość ułożysz mnie”, która znalazła się na drugiej solowej płycie artystki.
Poza działalnością muzyczną zajmuje się pisaniem o podróżach, jest autorem strony Miejsce za miejscem i prowadzi regularne spotkania o tematyce podróżniczej.
W 2020 roku był nominowany do nagrody „Osobowość Roku” Dziennika Polska Times w kategorii „kultura”.

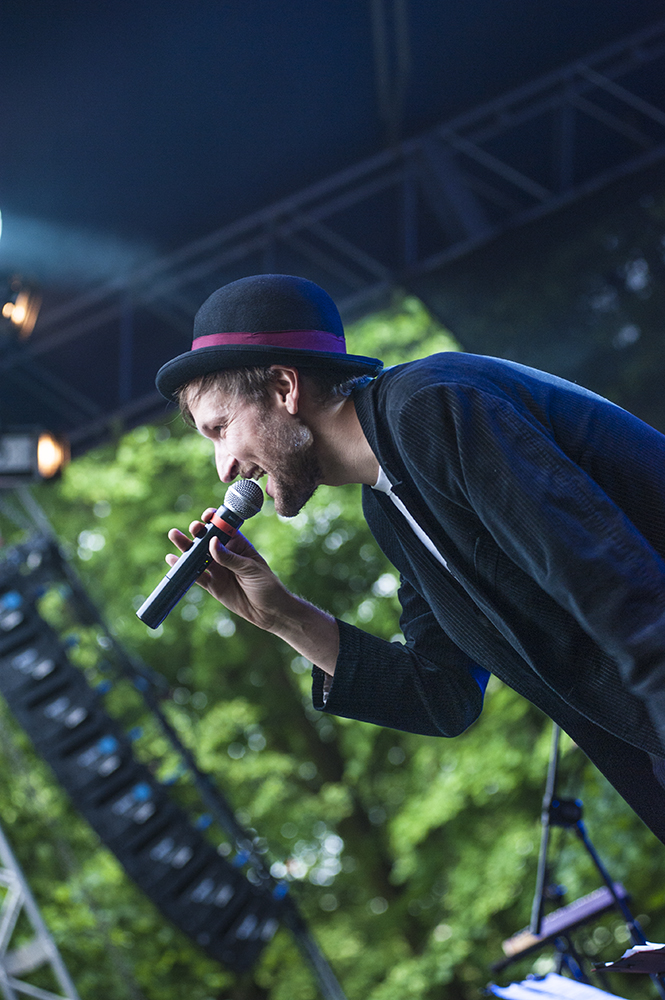
Michał Szulim w czasie występu z zespołem Plateau w Warszawie w 2015 roku.